# Alden Nowlan
Alden Nowlan (ur. 25 stycznia 1933 w Stanley w Nowej Szkocji, zm. 27 czerwca 1983 w Fredericton w Nowym Brunszwiku) – kanadyjski poeta, pisarz i dramaturg.

## Życiorys
Jego matka miała 15 lat, gdy się urodził; był wychowywany przez babkę. Dorastał w środowisku wiejskim. W wieku 10 lat był zmuszony do opuszczenia szkoły, pracował w tartaku, w wieku 16 lat podjął pracę w bibliotece, po czym mógł oddać się kształceniu i czytaniu. W 1958 opublikował swój pierwszy zbiór wierszy, The Rose and the Puritan, w którym, podobnie jak w kolejnych, ukazywał głównie codzienną rzeczywistość małych społeczności w nadmorskich rejonach Kanady. Pierwszym jego "pełnometrażowym" zbiorem poezji był tom Under the Ice z 1961. W zbiorze The Things Which Are z 1962 odszedł od koncentrowania się na doświadczeniach z życia wiejskiego, poświęcając się refleksjom na tematy historii i relacji świata przyrody z ludzkością. W 1967 przeszedł trzy operację leczenia nowotworu, w tym samym roku opublikował tom Bread, Wine and Salt, za który otrzymał nagrodę gubernatora generalnego w dziedzinie poezji anglojęzycznej. Późniejsze zbiory jego wierszy to Playing the Jesus Game (1970), I’m a Stranger Here Myself (1974) i I Might Not Tell Everybody This. Napisał dwa nagrodzone dramaty, A Gift to Last (1978) i Frankenstein (1981), oraz dwie powieści - The Wanton Troopers (1988) i Will Ye Let the Mummers In (1983). W 1978 został odznaczony Queen Elizabeth II Silver Jubilee Medal